# Knapovec
Knapovec (německy Knappendorf) je vesnice a část města Ústí nad Orlicí ve stejnojmenném okrese v Pardubickém kraji. Leží čtyři kilometry jihovýchodně od Ústí nad Orlicí. Vesnice se skládá ze dvou částí. Horní část stojí podél silnice II/315 a druhá část se nalézá v údolí Knapoveckého potoka, který se vlévá v Hylvátech do Třebovky.

## Historie
První písemná zmínka o vesnici pochází z roku 1292.
Po druhé světové válce došlo k odsunu německého obyvatelstva a obec byla osídlena obyvatelstvem českým. Založen byl také Sbor dobrovolných hasičů Knapovec.

## Obyvatelstvo
| Rok            | 1869 | 1880 | 1890 | 1900 | 1910 | 1921 | 1930 | 1950 | 1961 | 1970 | 1980 | 1991 | 2001 | 2011 | 2021 |
| -------------- | ---- | ---- | ---- | ---- | ---- | ---- | ---- | ---- | ---- | ---- | ---- | ---- | ---- | ---- | ---- |
| Počet obyvatel | 685  | 694  | 652  | 663  | 650  | 597  | 620  | 336  | 308  | 267  | 324  | 280  | 295  | 334  | 326  |
| Počet domů     | 121  | 120  | 124  | 125  | 127  | 127  | 144  | 98   | 94   | 72   | 87   | 97   | 107  | 122  | 131  |

## Obecní správa
Při sčítání lidu v letech 1850–1988 Knapovec byl samostatnou obcí, se kterým patřil nejprve do okresu Lanškroun, ale od roku 1950 v okrese Ústí nad Orlicí. Od 1. ledna 1989 je částí města Ústí nad Orlicí ve stejnojmenném okrese.

## Pamětihodnosti
Kostel svatého Petra a Pavla je pozdně empírová stavba z let 1832–1834. Stavba stála 20 789 zlatých a byla financována a později také spravována Náboženskou maticí. Kostel je nástupcem částečně zděného kostelíka z 15. a 16. století, který stál v prostoru hřbitova. Celý areál byl opraven v devadesátých letech 20. století.

## Hospodářství
Akciová společnost Bioprodukt Knapovec byla založena v roce 1992 ze zrušeného Společného podniku pro živočišnou výrobu Knapovec. V roce 2010 se jediným akcionářem stala společnost AVENA se sídlem v Dlouhé Třebové. Bioprodukt Knapovec je specializovaným podnikem na výrobu vepřového masa. Průměrný stav zvířat na farmě je 6000 kusů, z toho je 560 prasnic základního stáda, od kterých se ročně odchová asi 14 000 selat.[zdroj⁠?!]

## Galerie

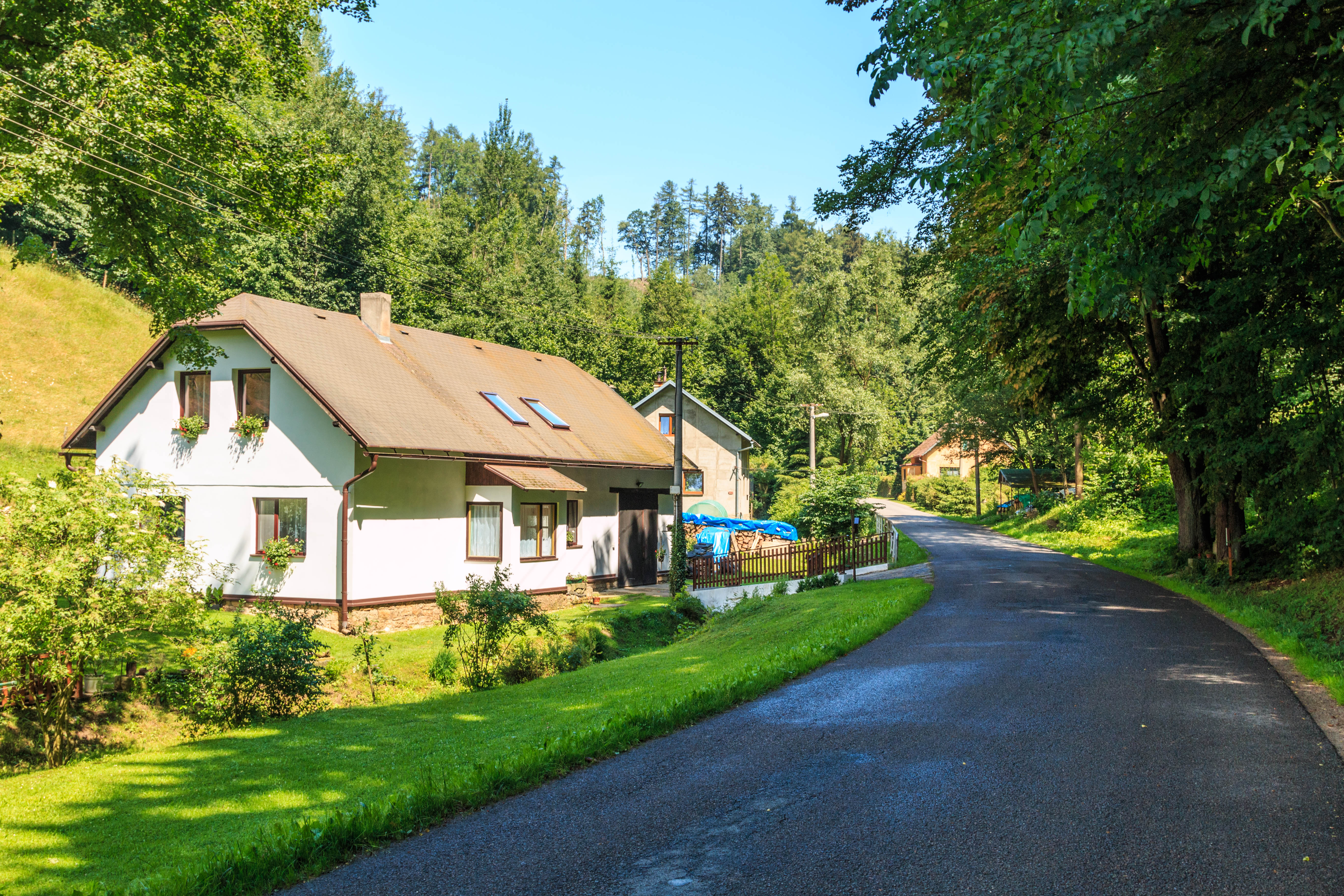
Dům čp. 100
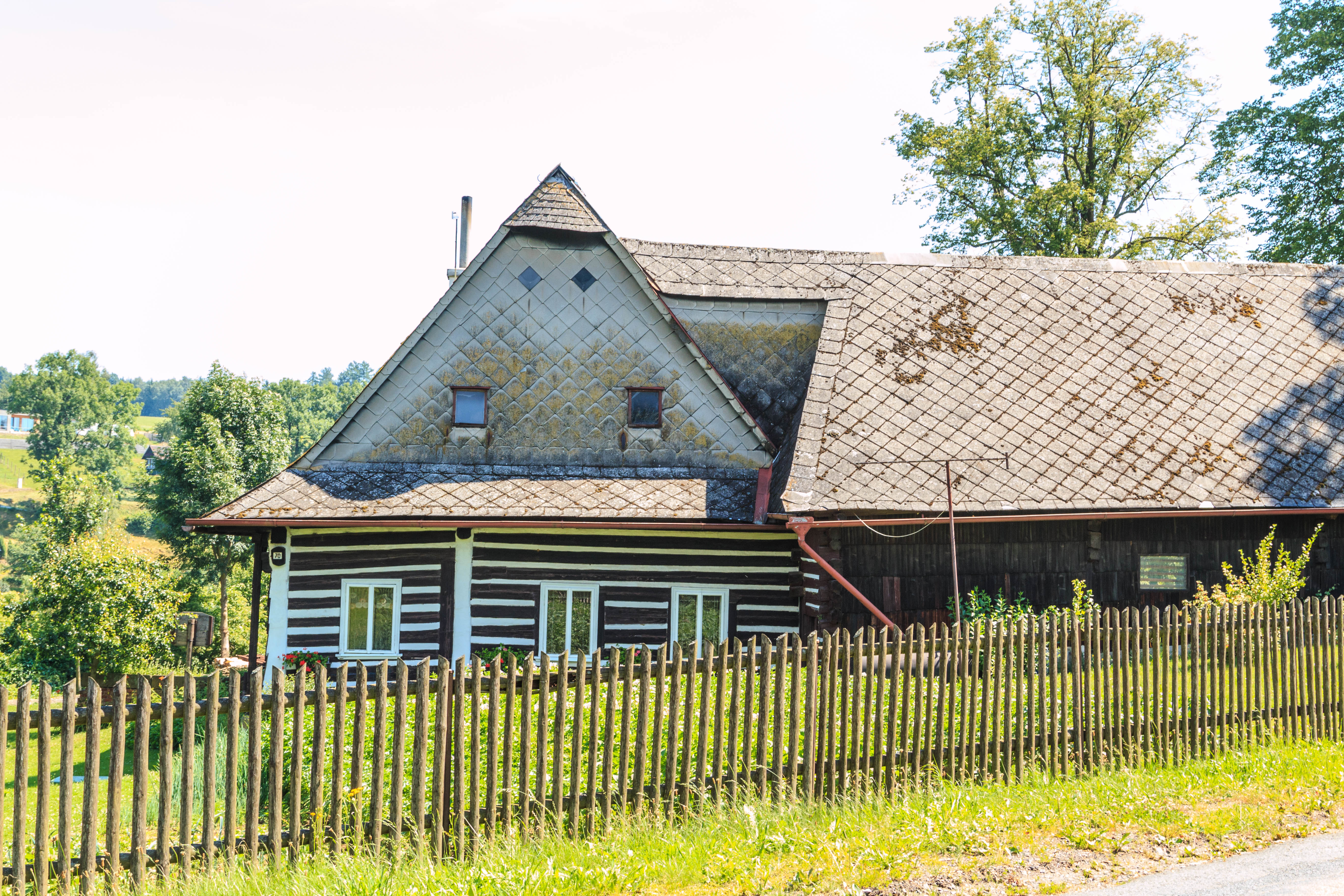
Dům čp. 70
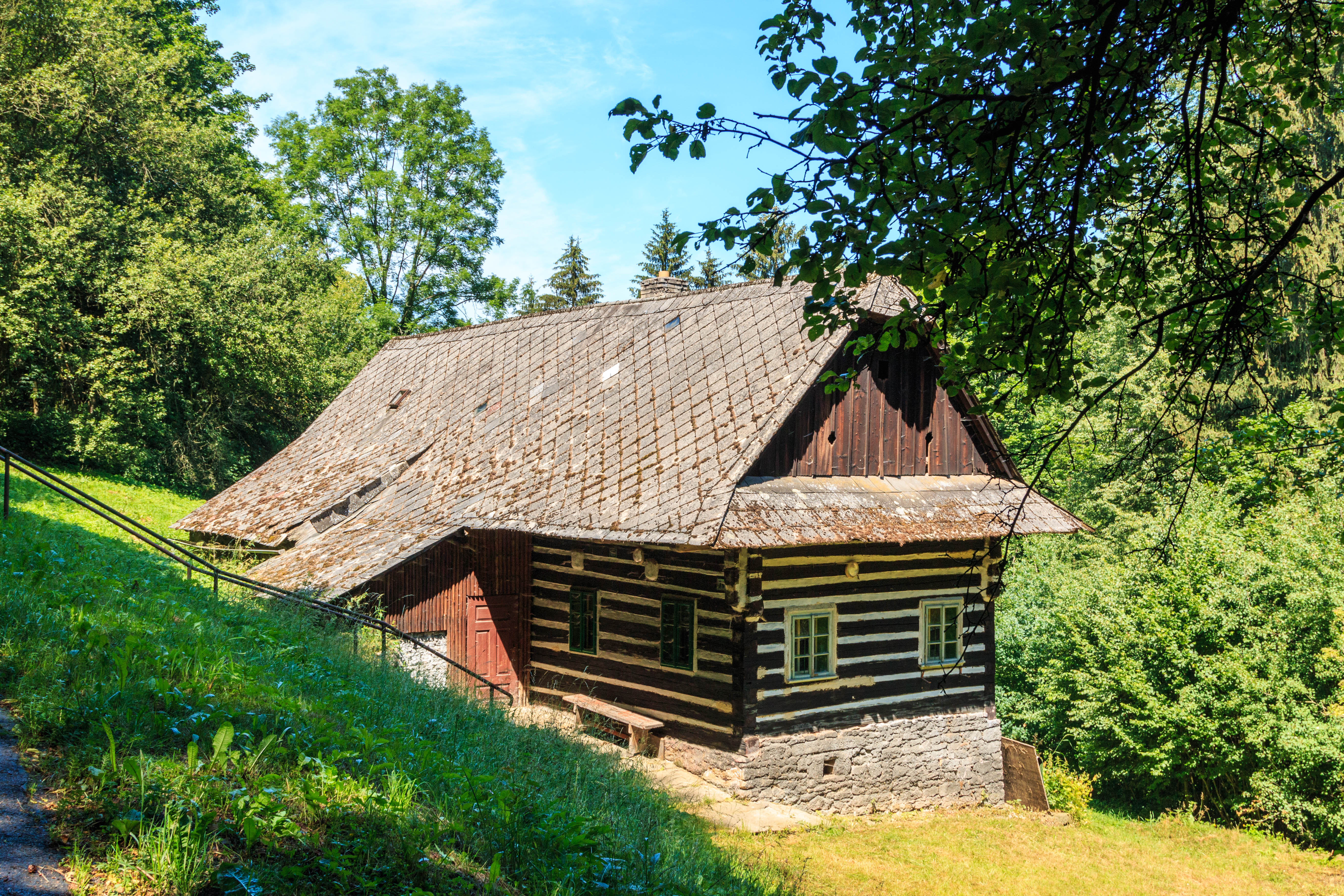
Dům čp. 71
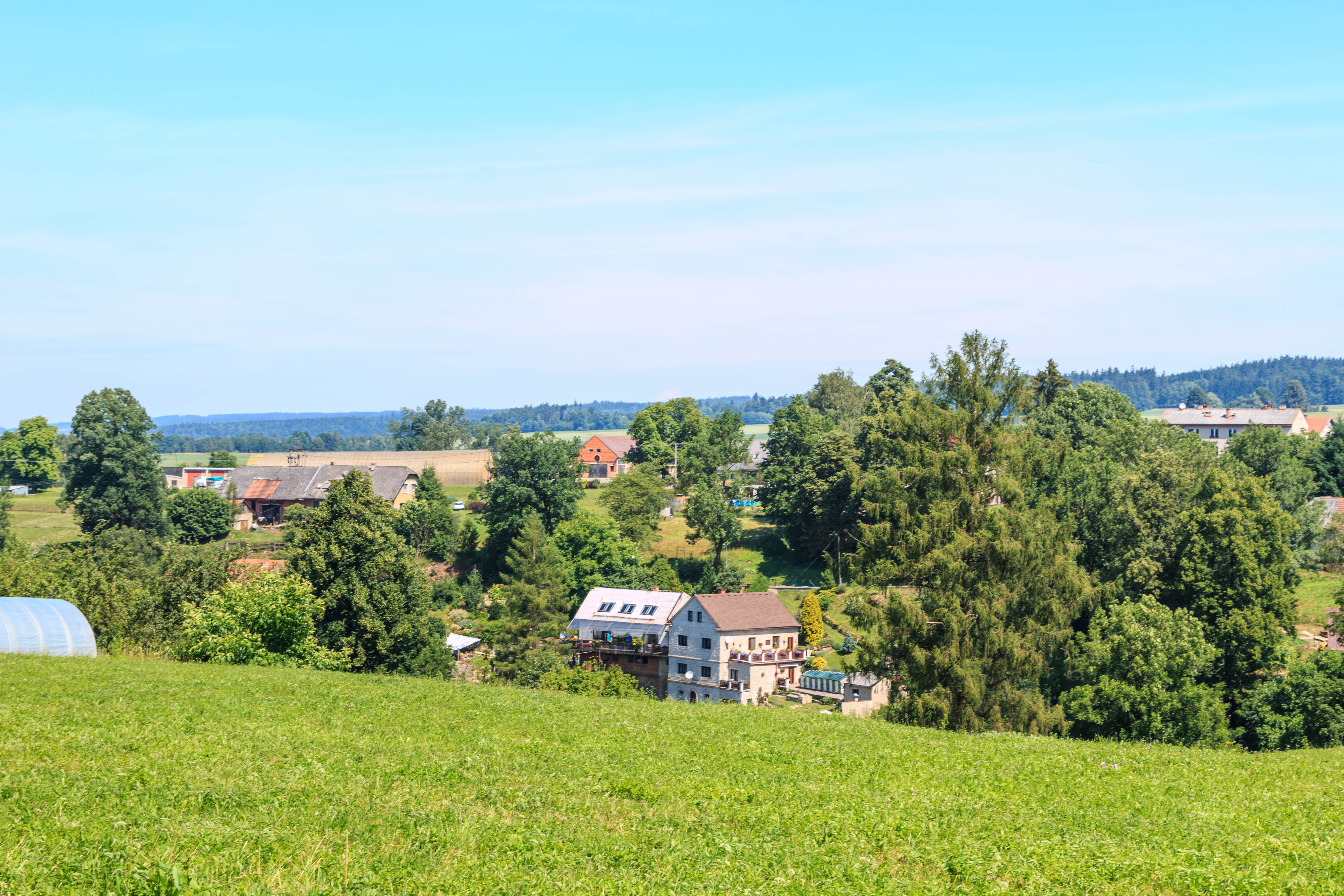
Knapovec ze silnice z Ústí